# Jeanette Biedermann
Pour les articles homonymes, voir Jeanette et Biedermann.
Jeanette Biedermann (ou Jeanette) (née le 22 février 1980 à Berlin sous le prénom de Jean) est une chanteuse et une actrice de télévision allemande.

## Biographie
Son deuxième album Delicious, sorti en 2001, a atteint le 16e rang des meilleures ventes de disques allemands et a été certifié disque d'or. En 2002, Jeannette a sorti son troisième album Rock my Life, lui aussi certifié disque d'or. Un an plus tard, en 2003, elle a sorti son quatrième album Break on Through, grâce auquel elle a remporté son plus grand succès en Allemagne, Suisse et Autriche. Cet album s'est classé parmi les dix meilleures ventes.
Du 25 août 2008 au 3 mars 2010, Jeannette joue le rôle principal de Anna Polauke dans la série allemande Anna und die Liebe diffusée quotidiennement sur la chaîne allemande Sat.1. Elle reprendra son rôle en novembre 2010. Jeanette a en effet signé pour une nouvelle saison, aux côtés de son ancien partenaire et mari dans la série Roy Peter Link alias Jonas Broda. Tenant tous deux de nouveaux les rôles principaux de la 3e saison de la série à succès, on voit cependant le rôle de ce dernier mourir, ce qui serait la cause de la chute d'audience.
Le 20 mars 2009 est sorti son dernier album, Undress to the Beat. La tournée prévue à cet effet, le Solitary Rose Tour, devant commencer en avril 2010 et parcourir 14 villes en Allemagne, a dû être annulé car la chanteuse a préféré s'occuper de son père atteint d'un cancer.
Selon le Kölner Express du 4 août, Jeanette Biedermann et son compagnon, auteur, compositeur, guitariste et interprète, Jörg Weisselberg (officiellement de nouveau ensemble, après une séparation d'un an et demi), travaillent actuellement sur le 8e album de la chanteuse. Sortie prévue courant 2011.
Elle a terminé il y a quelques mois le tournage du thriller Isenhart, dont la diffusion est prévue printemps 2011.

## Discographie

### Album
- Enjoy!, 2000
- Delicious, 2001
- Rock My Life, 2002
- Break On Through, 2004
- Merry Christmas, 2004
- Naked Truth, 2006
- Undress To The Beat, 2009

### Singles
- Das Tut Unheimlich Weh, 1999
- Go Back, 2000
- Will You Be There, 2001
- How It's Got To Be, 2001
- No More Tears, 2002
- Sunny Day, 2002
- Rock My Life, 2002
- We've Got Tonight, 2002
- It's Over Now, 2003
- Right Now, 2003
- Rockin, 2003
- No Eternity, 2004
- Hold The Line, 2004
- Run With Me, 2004
- The Infant Light, 2004
- Bad Girls Club, 2005
- Endless Love, 2006
- Heat of that Summer, 2006
- Undress To The Beat, 2009
- Material Boy (Don't look back), 2009
- Solitary Rose, 2009

## DVD
À l'issue de chaque tournée fut sorti un DVD.
| Année | Titre                              |
| ----- | ---------------------------------- |
| 2002  | Delicious Tour                     |
| 2003  | Rock My Life Tour                  |
| 2004  | Break On Through Tour              |
| 2006  | Naked Truth Live at Bad Girls Club |

## Filmographie
Films :
- 2004 : Hai-Alarm auf Mallorca
- 2004 : Pour une danse avec moi (VO: Liebe ohne Rückfahrschein)
- 2007 : Tatort: Schwelbrand
- 2007 : Die Märchenstunde – König Drosselbart
- 2008 : Le piège de Vénus (VO : Die Treue-Testerin – Spezialauftrag Liebe)
- 2008 : Dörte’s Dancing
- 2008 : Coup de Foudre et Rock'n'Roll (VO : Mein Song für Dich)
- 2010 : Call-girl Undercover (Callgirl Undercover)
- 2010 : Isenhart

Séries :
- 1999–2004 : Au rythme de la vie (Gute Zeiten, schlechte Zeiten)
- 2004 : Happy Friday
- 2006 : Pastewka
- Depuis 2008 : Anna und die Liebe (Rôle principal : Anna Broda (née Polauke))

Synchronisation :
- 2001 : Der kleine Eisbär
- 2002 : South Park
- 2005 : Im Rennstall ist das Zebra los
- 2006 : Ab durch die Hecke
- 2008 : Winx Club

## Récompenses
- Echo
  - 2001 : Meilleure artiste nationale
  - 2005 : Vidéo nationale (Run With Me)

- Bravo Otto
  - 2001 : „Argent“ dans la catégorie « Meilleure actrice TV »
  - 2002 : „Or“ dans la catégorie meilleure chanteuse
  - 2002 : „Argent“ dans la catégorie « Meilleure actrice TV »
  - 2003 : „Or“ dans la catégorie « Meilleure chanteuse »
  - 2003 : „Or“ dans la catégorie « Meilleure actrice TV »
  - 2004 : „Argent“ dans la catégorie « Meilleure chanteuse »

- 1Live Krone
  - 2002 : Artiste de l'année
  - 2003 : Artiste de l'année

- Goldene Kamera
  - 2004 : Artiste Pop nationale

- European Top Of The Pops Award
  - 2002 : Meilleur artiste allemand

- Radio Regenbogen Award
  - 2005 : Ariste Rock national

- Maxim (Magazine)
  - 2003 : Maxim – „Woman Of The Year“
  - 2005 : Maxim – „Woman Of The Year“

- Platin-Schallplatte (Allemagne)
  - 2004 : pour l'album „Break On Through“

- Goldene Schallplatte
  - Allemagne
    - 2000 : pour le single „Go Back“
    - 2002 : pour l'album „Delicious“
    - 2002 : pour le single „How It's Got To Be“
    - 2002 : pour l'album „Rock My Life“
    - 2002 : pour le single „Rock My Life“
    - 2003 : pour l'album „Break On Through“
    - 2004 : pour le DVD „Jeanette in Concert – Rock My Life Tour 2003“
    - 2005 : pour le DVD „Break On Through Tour 2004“

  - Autriche
    - 2005 : pour l'album „Break On Through“

- Autre
  - 1998 : Gagnante du concours TV « Bild-Schlagerwettbewerb »
  - 2002 : „Sonderpreis“ à la SR1-Europawelle
  - 2002 : Goldener Fritz pour « Meilleure jeune artiste »
  - 2003 : Mc Mega Music Award pour « Artiste féminine de l'année »
  - 2004 : Bunte – « Femme Glamour de 2003 »
  - 2005 : Maxim – „Woman of the year“
  - 2005 : „Intercoiffeur Award 2005“
  - 2006 : FHM – „Sexiest Woman in the World “
  - 2010 : Kid's Choice Award Suisse (Acteur de série préféré)
  - 2010 : CMA- Wild And Young Award (Film TV de l'année pour Callgirl Undercover)

## Livres
- 2001 : Enjoy!, Das offizielle Starbook, Dino Verlag,  (ISBN 3-89748-466-8)
- 2004 : Jeanette, Daniela Stohn, Heel Verlag,  (ISBN 3-89880-303-1)